# Sommarvinda
Sommarvinda (Convolvulus gharbensis) är en vindeväxtart som beskrevs av Battand. och Pitard. Sommarvinda ingår i släktet vindor, och familjen vindeväxter. Arten förekommer tillfälligt i Sverige, men reproducerar sig inte.